# Andillac
Andillac [ɑ̃dijak] (okzitanisch Andilhac) ist eine französische Gemeinde mit 123 Einwohnern (Stand 1. Januar 2022) im Département Tarn in der Region Okzitanien. Die Gemeinde gehört zum Arrondissement Albi und zum Kanton Vignobles et Bastides. Die Einwohner werden Andillacois und Andillacoises genannt.

## Lage
Andillac liegt in der Landschaft Gaillacois, etwa 22 Kilometer in nordwestlicher Richtung von Albi entfernt. Umgeben wird Andillac von den Nachbargemeinden Alos im Norden und Nordwesten, Cahuzac-sur-Vère im Süden und Osten sowie Vieux im Westen und Südwesten.

## Bevölkerungsentwicklung
| Jahr                       | 1962 | 1968 | 1975 | 1982 | 1990 | 1999 | 2006 | 2017 |
| Einwohner                  | 120  | 126  | 130  | 122  | 103  | 102  | 114  | 123  |
| Quellen: Cassini und INSEE |      |      |      |      |      |      |      |      |

## Sehenswürdigkeiten
- Kirche Saint-Médard
- Schloss Le Cayla mit Park aus dem 16. Jahrhundert, heutiges Literaturmuseum für die Geschwister Maurice und Eugénie de Guérin

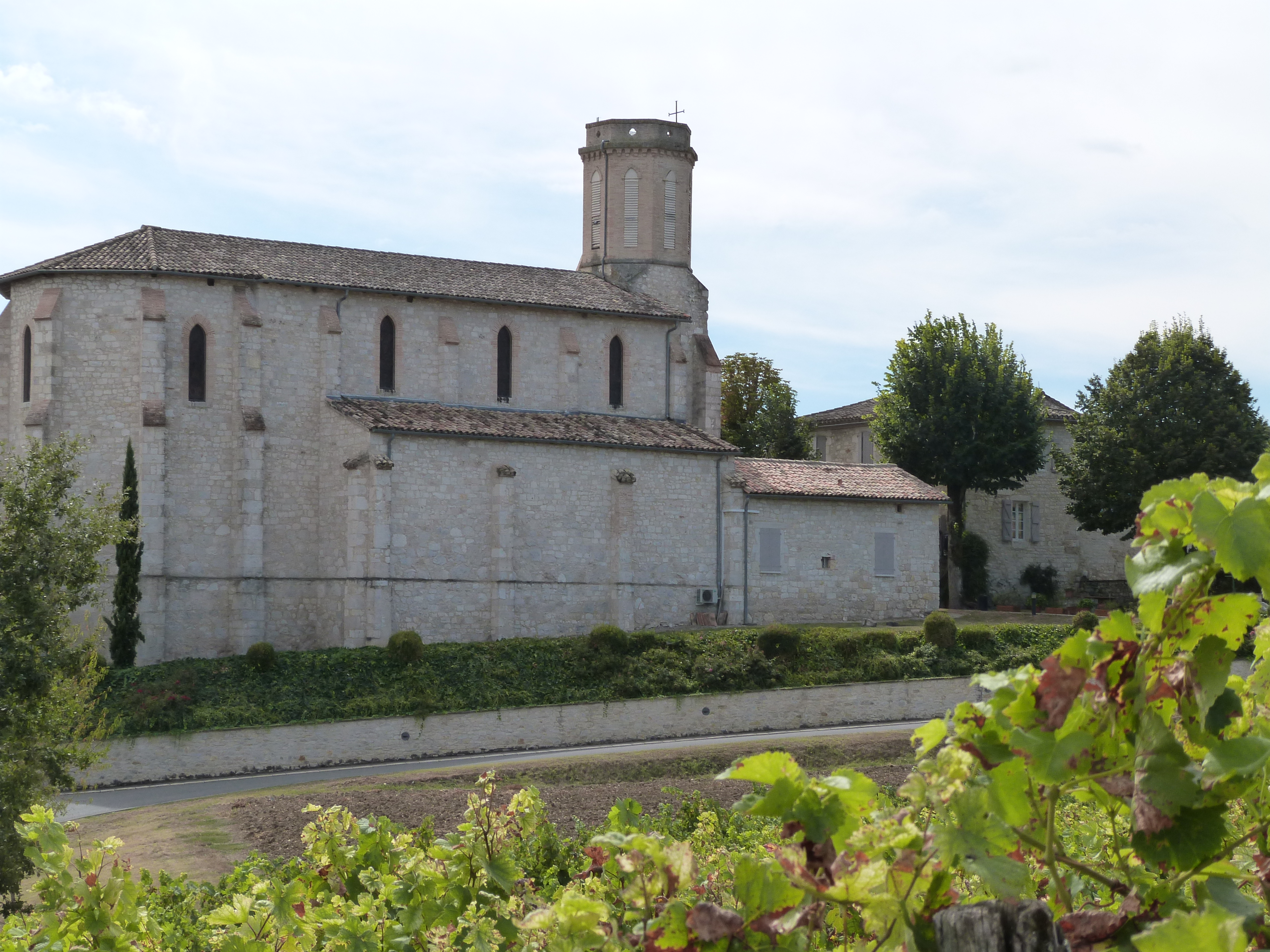
Kirche Saint-Médard
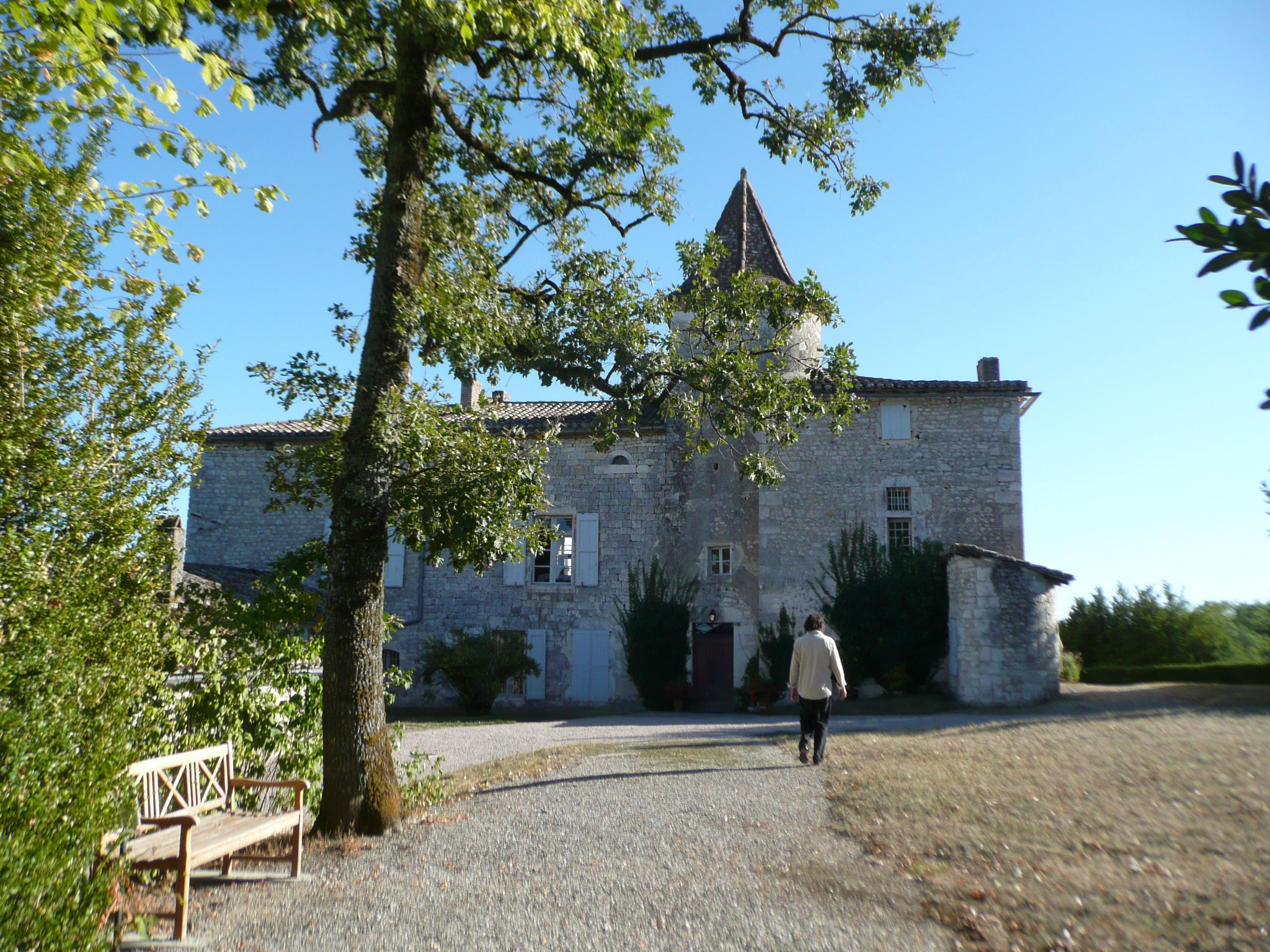
Schloss Le Cayla

## Persönlichkeiten
- Eugénie de Guérin (1805–1848), französische Literatin, geboren und verstorben im Schloss Le Cayla
- Maurice de Guérin (1810–1839), französischer Schriftsteller, geboren und verstorben im Schloss Le Cayla